# 大城ゆか
大城 ゆか（おおしろ ゆか、1967年- ）は、日本の漫画家。
沖縄県名護市出身。今はなき沖縄県産コミック本『コミックおきなわ』でデビュー。1990年に『コミックおきなわ』が休刊するまで連載を続けていた。その後、ボーダーインク発行のシマーコラムマガジン『WANDER』にて、1999年まで表紙絵やエッセイも書いていた。
2005年に『WANDER』が休刊した後は活動が見られなかったが、その後、オリオンビール発行のPR誌『オリオンびあぶれいく』にて4コマ漫画の連載を再開した。

## 作品
- 山原バンバン

他多数